# Iowa gambling task
La Iowa gambling task és un tasca psicològica per a simular la presa de decisió de la vida real. Va ser introduïda per Bechara, Antonio Damasio, Tranel i Anderson (1994), llavors investigadors a la Universitat d'Iowa. Ha estat divulgada per Antonio Damasio, autor de Somatic markers hypothesis i autor de L'error de Descartes. La tasca es coneix a vegades com a tasca de joc de Bechara, i és àmpliament utilitzada en la investigació de la cognició i de l'emoció.
Es presenta als participants amb quatre baralles de cartes virtuals en una pantalla d'un ordinador. Cada vegada que trien una carta guanyaran un poc de diners del joc. Però, a vegades, l'elecció de la carta implica una pèrdua de diners. L'objectiu del joc és guanyar tants diners com siga possible. Cada carta agafada fa guanyar al participant una recompensa (100 $ per a les baralles A i B; 50 $ per a les cobertes C i D). De tant en tant, però, una carta pot causar una penalització (A i B tenen una penalització total de 1.250 $ per cada deu cartes; C i D tenen una penalització total de 250 $ per cada deu cartes). Així, A i B són  baralles roïnes, i C i D són  baralles bones, perquè les baralles A o B a la llarga fan perdre i les C o D fan guanyar. La baralla A es diferencia de B i la C es diferencia de D en el nombre de l'excedent dels assajos en què les pèrdues es distribueixen: A i C tenen cinc cartes més xicotetes de pèrdua per a cada deu cartes; B i D tenen una carta més gran de pèrdua per a cada deu cartes.
La majoria dels jugadors sans proven cartes de cada coberta, i al cap de prop de 40 o 50 seleccions tendeixen a agafar cartes de les baralles bones. Els pacients amb la disfunció orbitofrontal de la corfa (OFC), no obstant això, continuen perseverant amb les baralles roïnes, fins i tot sabent que estan perdent diners. Mesures simultànies de la resposta de pell galvànica demostren que els participants sans experimenten una reacció de  tensió  en passar per damunt de les baralles roïnes al cap de només 10 tirades, molt abans que tinguin una sensació conscient que les baralles són roïnes. Al contrari, els pacients amb la disfunció d'OFC mai no desenvolupen aquesta reacció fisiològica al càstig imminent. Bechara i els seus col·legues expliquen açò en termes d'hipòtesis somàtiques del marcador. La tasca de joc d'Iowa és utilitzada actualment per un nombre de grups d'investigació que usen l'FMRI per a investigar que les regions del cervell són activades per la tasca en voluntaris sans tan bé com en grups clínics amb condicions com ara esquizofrènia i trastorn obsessivocompulsiu.